# Samis
Los samis (también conocido como pueblos lapones o saami) son un grupo étnico que habita en Laponia, una región que se extiende por el norte de Noruega, Suecia, Finlandia y la península de Kola, al noroeste de Rusia. Son aproximadamente unas 82 000 personas. No existen estadísticas oficiales de su población, pero se estima que viven unos 50 000 en Noruega, 20 000 en Suecia, 10 000 en Finlandia y 2000 en Rusia. Hablan varias lenguas diferentes del grupo saami, cuyo grado de inteligibilidad mutua varía, siendo las lenguas geográficamente más cercanas más fácilmente comprensibles entre sí.
Los arqueólogos han descubierto restos de un pueblo que vivía de la pesca y la caza de renos salvajes. Estos restos sugieren un poblamiento estable de las costas árticas escandinavas en un período situado entre 7000 y 2000 años a. C. También han encontrado cerámicas de los antepasados de los lapones que datan de hacia 500 a. C. Sin embargo, es difícil atribuir una filiación filolingüística o étnica a dichos grupos. Actualmente, se considera que los samis son la primera población autóctona conocida de Laponia y reivindican sus derechos como pueblo indígena.

## Lenguas

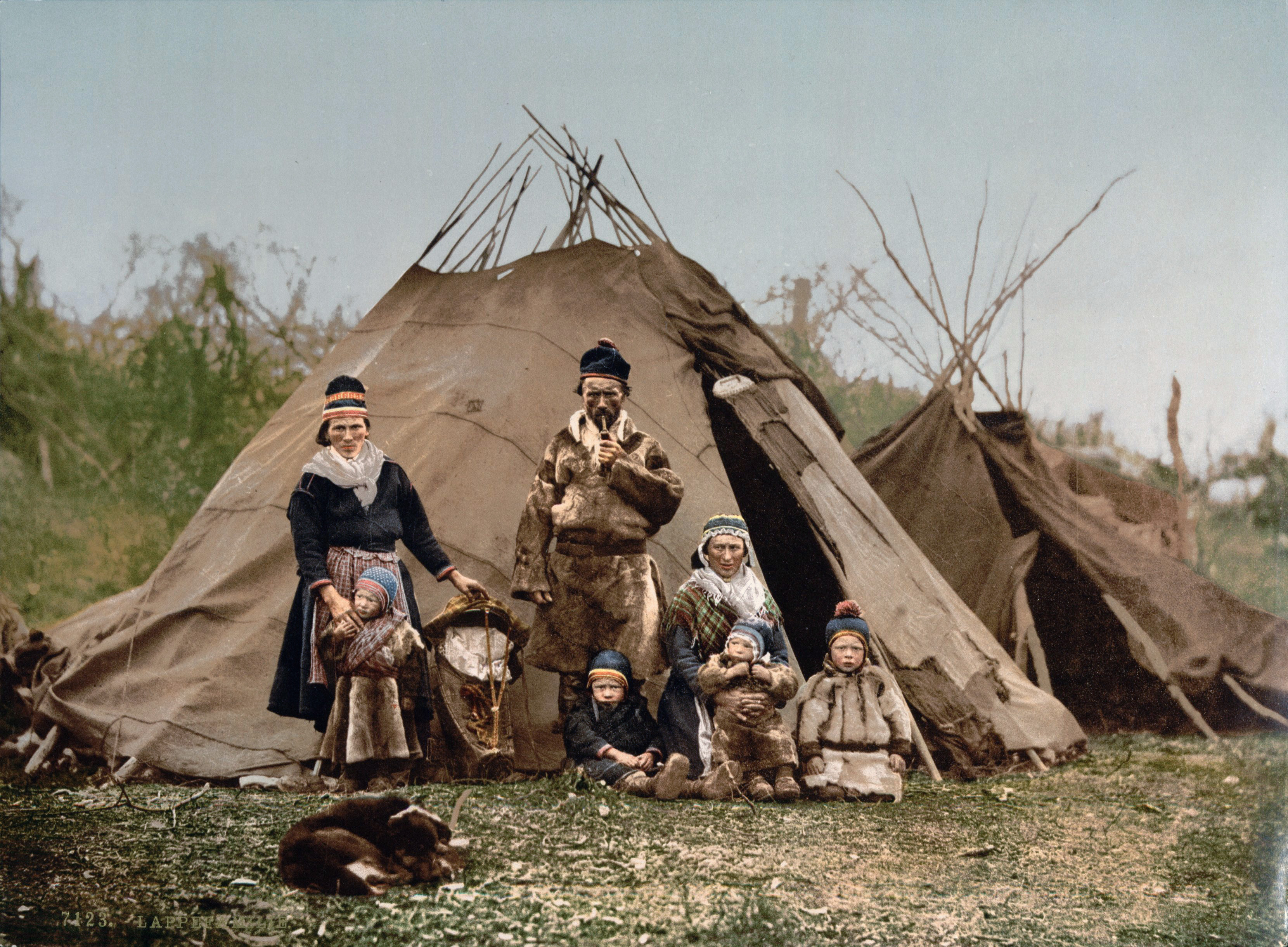
Familia sami en Noruega alrededor de 1900.

Los samis no hablan todos la misma lengua, sino que se trata de una subfamilia de lenguas cercanas entre sí y emparentadas con las lenguas fino-ugrias de Europa oriental y septentrional.
Existen hasta once variedades lingüísticas bien diferenciadas del sami. Usualmente se divide en tres grupos principales: el sami oriental, el sami central (incluido el sami del norte, el sami pite y el sami lule) y el sami meridional. Los primeros rastros escritos de la lengua sami se remontan al siglo XVII, con la traducción de la literatura misionera. Pese a la "norueguización" impuesta a finales del siglo XIX y principios del XX, la lengua sami recobró su importancia después de la Segunda Guerra Mundial.
Entronque lingüístico: familia urálico > rama fino-ugria > subrama fino-pérmica, subfamilia sami.

## Cultura
La cultura tradicional ha estado fuertemente influida por las actividades de la caza y la pesca. En épocas pasadas, una de sus principales actividades era la cría de los renos, pero hoy en día apenas una escasa proporción de los samis (tal vez el 10 %) son aún nómadas que vivan del pastoreo de este animal. No obstante, esta dimensión tradicional sigue siendo preponderante en la cultura de este pueblo. La pesca en los fiordos también ocupa un lugar importante en la cultura lapona.

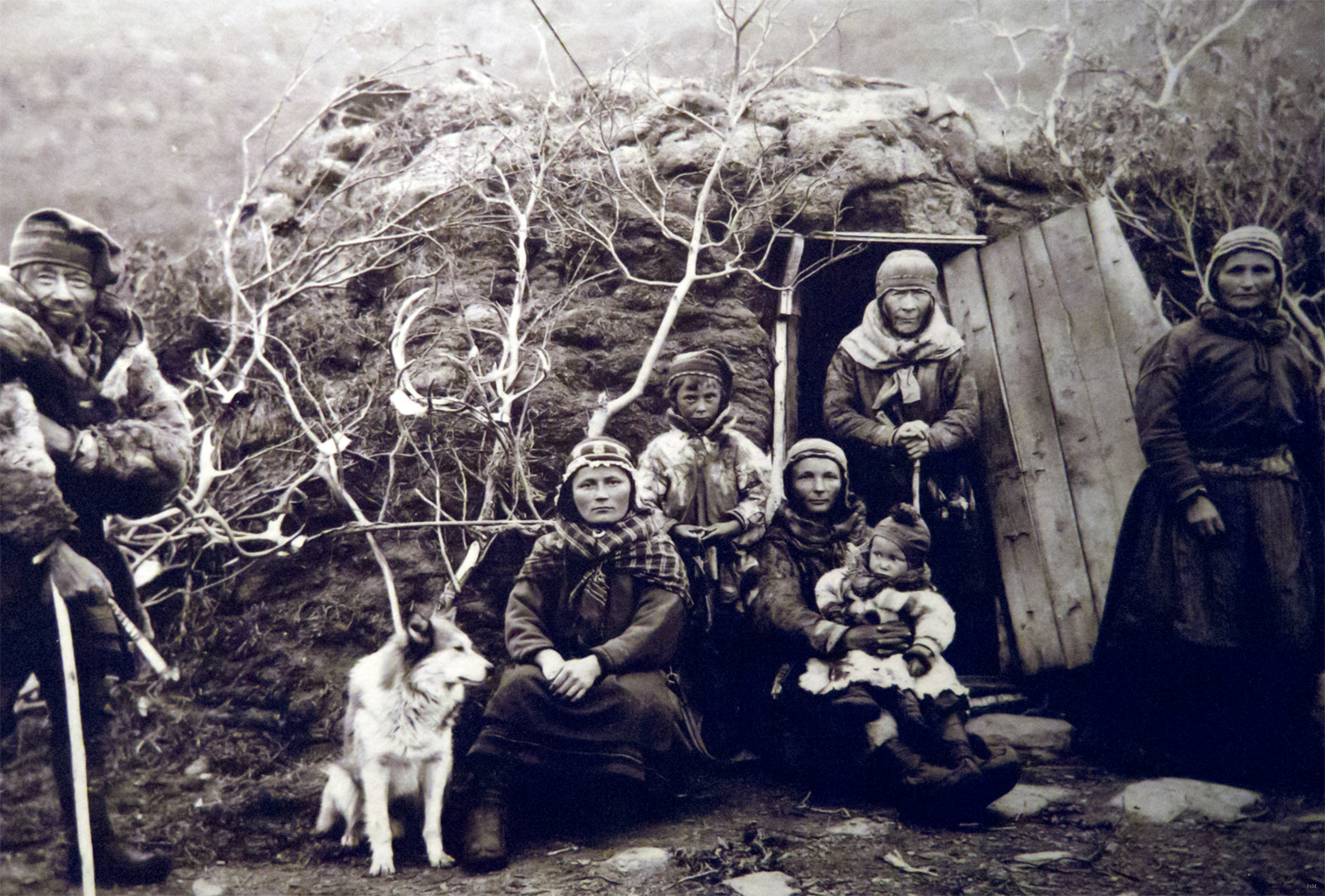
Familia en Noruega, principios del.

La música tradicional es llamada canto Yoik.

## Organización política

Bandera sami.

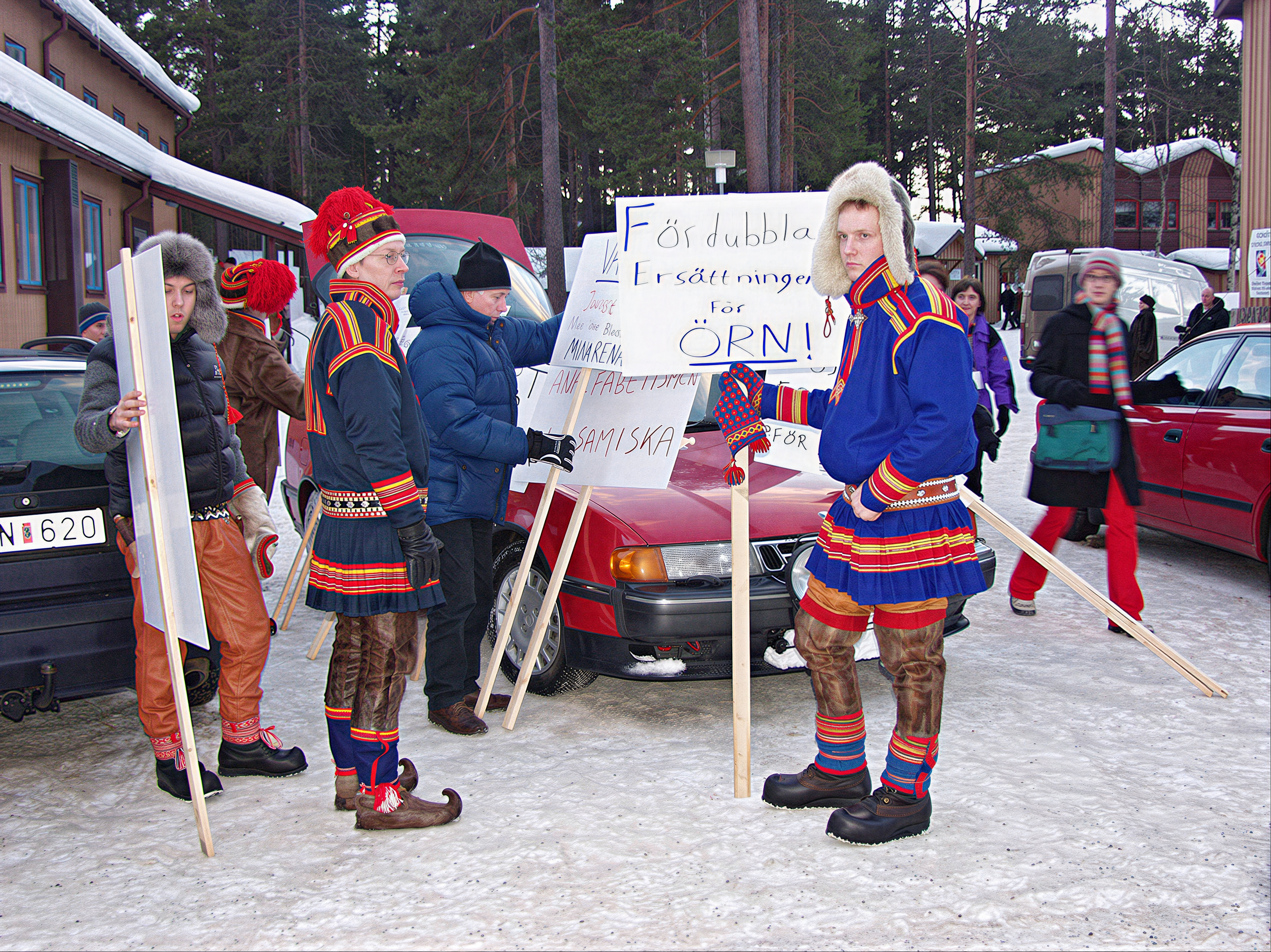

Los samis resistieron durante más de un siglo a los intentos de asimilación de la sociedad no indígena. En 1903, un periódico político, el Sagai Muittalaegje, denunció vigorosamente estas tentativas de asimilación. Esta toma de posición alentó otras actividades políticas que pretendían apoyar a los lapones en la preservación de su identidad cultural y su modo de vida. En 1917 se celebró la primera concentración de samis. Después de la Segunda Guerra Mundial, se fundó la Asociación de Ganaderos de Renos Lapones. En 1956, se creó el Consejo Nórdico de los lapones en tanto que órgano de enlace entre los samis noruegos, finlandeses y suecos. Tras el desmoronamiento de la Unión Soviética, los samis de la península de Kola se asociaron al Consejo, que fue rebautizado Consejo Saami en 1991. La creación de un Parlamento sami (Sameting) en 1989 reforzó el conocimiento lingüístico, cultural y legal de los samis.
El 6 de febrero es el Día Nacional Sami en conmemoración de la fecha de la primera Conferencia Saami. La bandera sami fue adoptada en 1986: el círculo en la mitad roja significa el sol y en la azul la luna y su diseñadora es Astrid Båhl. Las franjas son las mismas de los colores de la ropa y también las cuatro secciones del territorio. 
Se han constituido Samediggi, parlamentos lapones oficialmente reconocidos, más como órganos consultivos que legislativos, en Noruega (1989), Suecia (1993) y Finlandia (1996). Los tres parlamentos se reunieron en una asamblea en Trondheim el 6 de febrero de 1997.
La estructura básica de la bandera son los cuatro colores que se han conocido desde entonces como "los colores Sami". También se agregó un motivo que deriva de un símbolo del sol y la luna que aparecen en los tambores de los chamanes.
El motivo fue elegido junto con el poema «Päiven parneh» («Hijos del sol») en mente, escrito por el sacerdote Sami meridional y pastor protestante Anders Fjellner (1795-1876), donde se describe a los saami como «hijos e hijas del sol».

## Etnónimo
El uso de la palabra lap(p), de la que deriva el español «lapón» es originario de Suecia y Finlandia. En Escandinavia lapp es un exónimo también significa «ropa de mendigo». La palabra también se utiliza como «inculto» y «tonto», además de otros significados como «periférico». Este término nunca se ha usado en los idiomas de Laponia, puesto que los samis se refieren a sí mismos como Sámit (los samis), o Sápmelaš (de la familia Sami).
En la actualidad, los medios de comunicación escandinavos no usan otro término que no sea Sámis. Las instituciones y medios de comunicación usan la palabra Sami. El término lapp es considerado peyorativo, aunque sigue siendo muy común.

## Fiesta de Beiwe
Beiwe es la diosa de la fertilidad y del amor, la primavera, el Sol y la cordura venerada por los lapones. En el mito sami, viaja con su hija Beiwe-Neia a través del cielo en un recinto cubierto por huesos de reno, con lo que brotan las plantas verdes en la tierra después del invierno, para que los renos puedan comer. También era llamada a restaurar la salud mental de los que se volvieron locos debido a la continua oscuridad del largo invierno nórdico.
Los adoradores de Beiwe sacrificaban renos blancos hembras, y con la carne y la piel, hacían tiras, adornando la cama con cintas de anillos. También cubrían sus puertas con mantequilla para que Beiwe pudiera comer y así comenzar su viaje una vez más. Estos ritos se llevaban a cabo durante el Festival de Beiwe. Estaba asociada a la fertilidad de humanos, plantas y animales, en particular, el reno.

## Religión
En general el chamanismo era mayoritario entre la población sami hasta el siglo XIII. La conversión del pueblo al cristianismo se dio por los esfuerzos misioneros a inicios del siglo XIII y se intensificó con la Reforma protestante. En Noruega, particularmente, sobresalió la figura de Thomas von Westen, un misionero que predicó al pueblo Sami alrededor del año 1720. Westen, apodado el "Apóstol de los Saami", defendía el uso del lenguaje sami en la educación y la iglesia.
Hoy en día la mayoría de la población Saami pertenece a iglesias cristianas de denominación luterana, en Noruega, Suecia y Finlandia. Algunos Sami en Rusia pertenecen a la Iglesia ortodoxa rusa, y de forma similar, algunos Sami Skolt reasentados en Finlandia son también parte de una congregación ortodoxa del este, con una pequeña población adicional en Noruega.